# Washtenaw megye
Washtenaw megye az Amerikai Egyesült Államokban, azon belül Michigan államban található. Megyeszékhelye és legnagyobb városa Ann Arbor. Lakosainak száma 372 258 fő (2020. április 1.). Washtenaw megye Livingston, Lenawee, Monroe, Oakland, Wayne és Jackson megyékkel határos.

## Népesség
A megye népességének változása:
| Lakosok száma | 345 243 | 348 650 | 351 146 | 354 240 | 358 880 | 364 709 | 372 258 |
|               | 2010    | 2011    | 2012    | 2013    | 2015    | 2016    | 2020    |